# Classe BH7 Wellington
La classe BH7 o classe Wellington, realizzata dalla British Hovercraft Corporation, è stata una classe di hovercraft prodotta in Inghilterra.

## Sviluppo
Questo nuovo modello di veicolo fa seguito al precedente SR.6N, di tecnologia più vecchia. Esso ha una turbina a gas molto più potente, che aziona sia una ventola che una grande elica quadripala sistemata su di un albero a gomiti, davanti a 2 piani di coda obliqui, similmente a quelli di molti tipi di aerei militari moderni, come l'F/A-18. È stato pensato per una funzione multiruolo. Il prototipo, con una plancia sopraelevata sopra il ponte di carico principale, ha servito dal 1970 al 1985 nella Royal Navy come veicolo sperimentale per molteplici impieghi.

## Servizio
La produzione in serie ha visto come clienti l'Iran e l'Arabia Saudita, come già il suo modello predecessore.
Infatti, il BH7 Mk4 e il Mk 5 sono stati acquistati dalla marina iraniana in 2 e 4 esemplari. Essi hanno una funzione che nel caso del primo di questi 2 tipi, il Mk 3, è essenzialmente logistica, con un carico massimo di 14 tonnellate che può comprendere 2 mezzi corazzati leggeri, 3 Land Rover con rimorchio più 60 soldati equipaggiati, oppure 170 soldati equipaggiati. L'armamento del Mk 3 è composto da mitragliatrici sui lati. L'Mk 5 è invece un mezzo idoneo al combattimento, con una dotazione di un cannone binato da 30mm prodiero con radar di direzione del tiro, e 4 missili antinave, sistemati in 2 coppie ai lati, per impiego come mezzo veloce da difesa costiera.
La versione Mk 5 A è stata invece acquistata in 8 esemplari dall'Arabia Saudita, e conserva il portellone anteriore da carico, proprio dell'Mk 4, combinato però con le capacità di combattimento dell'Mk 5, tanto che a pieno carico di armi possiede cannoni da 20mm e probabilmente anche missili contronave, almeno come predisposizioni.
L'Mk 20 è stata l'ultima versione del BH7, ingrandita e potenziata, dotata della tecnologia più sofisticata disponibile all'epoca in fatto di ‘gonna’, cioè della sezione in materiale elastico gonfiata dalla turbina che ne assicura la galleggiabilità distanziando il mezzo dal terreno o dalla superficie dell'acqua, che nelle versioni precedenti era realizzata in nylon rivestito di neoprene; essa era prevista per funzionare come vero e proprio mezzo da combattimento, con 4 missili Sea Skua contronave leggeri (il Mk 5 è stato provato con 4 Exocet), lanciamissili leggeri contraerei di tipo non precisato, 2 cannoni Rarden da 30mm singoli. L'impostazione di base restava la stessa, ma in ogni caso non sembra che abbia ottenuto successi commerciali.